# شهرستان جاسپر (میسیسیپی)
شهرستان جاسپر، میسیسیپی (به انگلیسی: Jasper County, Mississippi) یک سکونتگاه مسکونی در ایالات متحده آمریکا است که در ایالت میسیسیپی واقع شده‌است.